# Svatá Mustiola
Svatá Mustiola z Chiusi či Musciola, latinsky Sancta Mustiola Clusiensis (asi 225–251), byla římská křesťanka, panna a prvomučednice, umučená za císaře Aureliána, brzy po roce 275.

## Legenda
Pocházela údajně z římského císařského rodu, měla být sestřenicí císaře Claudia II. Přijala křest a stala se členkou komunity křesťanů, která se ve 3. století scházela ve městě Chiusi v katakombách za hradbami. Křesťan jménem Irenaeus byl v té době zatčen za to, že pohřbil jiného nedávno umučeného křesťana. Irenaeus byl převezen do vězení v Chiusi, kde mu Mustiola pomáhala. Byla zasnoubena s křesťanem Luciem a dostala od něj na ochranu svatý prsten Panny Marie a svatého Josefa.
Asi roku 275 byl Irenaeus umučen a Mustiola také zatčena, byla bičována k smrti. Podle legendy při pokusu o útěk před římskými strážemi Mustiola přeplula jezero na svém plášti jako ve člunu. Říkalo se, že ve výroční den její mučednické smrti, 3. července každého roku, se za svítání na vlnách jezera objevuje stopa Mustiolina pláště.

## Úcta

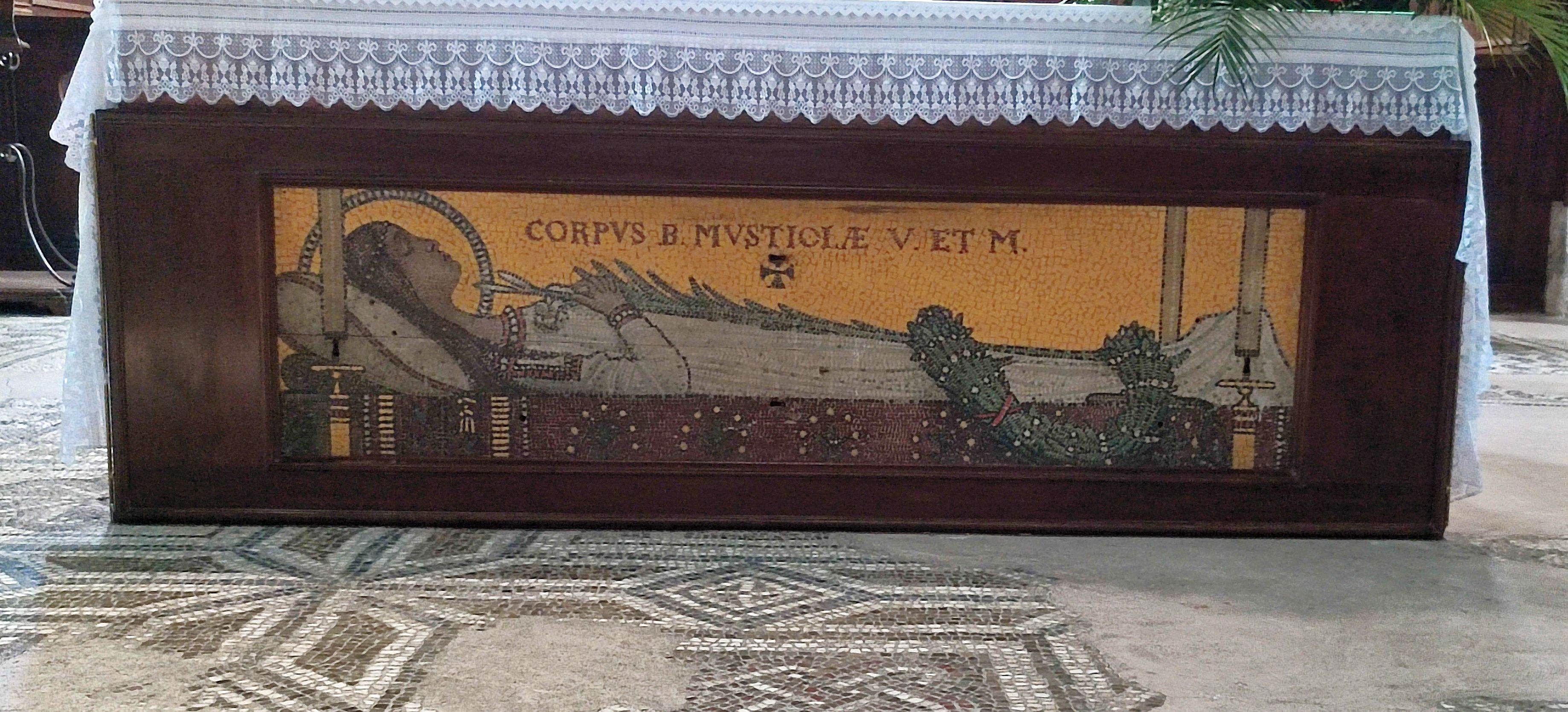
Hlavní oltář katedrály sv. Sekondiána a Mustioly, hrob sv. Mustioly v mense oltáře, Chiusi

Po smrti její hrob zůstal v katakombách bez úcty až do postavení kostela Santa Maria extra muros, kam bylo tělo přeneseno 2. dubna, podle tohoto data se slaví svátek translace. V roce 1464 nalezené ostatky tam roku 1475 dal přenést papež Sixtus IV. Potřetí, 23. listopadu roku 1784, bylo tělo přeneseno do katedrály svatého Secondiana, kde hrob v menze oltáře zůstává dosud. To je datum třetího svátku, zapsané v římském martyrologiu.
Mustiola je uctívána lokálně v několika italských městech v Umbrii ( Perugia) a v Toskánsku (Pesaro, Scavolino a Pistoia, Chiusi, Siena). San Marino má 3. července státní svátek.